# Bomaanslagen in Bagdad op 4 april 2010
De terroristische aanslagen in Bagdad in de morgen van 4 april 2010 waren drie aanslagen met behulp van autobommen. Er kwamen 42 mensen om het leven en 224 personen raakten gewond.

## Aanslag
Drie autobommen waren in de ochtend van 4 april 2010 geplaatst in Bagdad, de hoofdstad van Irak. Het doelwit waren de buitenlandse ambassades. Een vierde bom werd gevonden in een auto in het centrum van de stad, de autobom kon op tijd onschadelijk worden gemaakt en de bestuurder van de auto werd opgepakt.